# Paradesmus dorsicornis
Paradesmus dorsicornis är en mångfotingart som beskrevs av Carl Oscar von Porat 1894. Paradesmus dorsicornis ingår i släktet Paradesmus och familjen orangeridubbelfotingar. Inga underarter finns listade i Catalogue of Life.